# Euphaedra (Euphaedrana) harpalyce
Euphaedra (Euphaedrana) harpalyce es una especie de  Lepidoptera, de la familia Nymphalidae,  subfamilia Limenitidinae, tribu Adoliadini, pertenece al género Euphaedra, subgénero (Euphaedrana).

## Subespecies
- Euphaedra (Euphaedrana) harpalyce harpalyce (Cramer, 1777)
- Euphaedra (Euphaedrana) harpalyce spatiosa (Mabille, 1877)
- Euphaedra (Euphaedrana) harpalyce vana (Hecq, 1991)
- Euphaedra (Euphaedrana) harpalyce lakuma (Butler, 1870)
- Euphaedra (Euphaedrana) harpalyce sudanensis (Talbot, 1929
- Euphaedra (Euphaedrana) harpalyce serena (Talbot, 1928)
- Euphaedra (Euphaedrana) harpalyce evanescens (Hecq, 1995)
- Euphaedra (Euphaedrana) harpalyce dowsetti (Hecq, 1990)
- Euphaedra (Euphaedrana) harpalyce comminuera (Hecq, 1999)

## Localización
Esta especie y las subespecies se encuentran localizadas en Nigeria, Camerún, Gabón, Angola, República Democrática del Congo, Uganda, Ruanda, Sudán, Ghana y Tanzania. 